# ジャスト・イナフ・エデュケーション・トゥ・パフォーム
『ジャスト・イナフ・エデュケーション・トゥ・パフォーム』(Just Enough Education to Perform)は、ウェールズのロック・バンド、ステレオフォニックスが2001年に発表した3作目のスタジオ・アルバム。『J.E.E.P.』という略称で紹介されることも多く、ケリー・ジョーンズはこのタイトルでリリースしようと考えていたが、当時ジープの商標権を有していたダイムラー・クライスラーからクレームが付いたため、この言葉のバクロニムをタイトルにした経緯がある。

## 解説
全英アルバムチャートでは2001年4月に2週連続で1位を獲得し、同年には合計12週トップ10入りした。その後も再浮上して、2002年には1月19日付〜2月2日付の3週連続で1位に返り咲いた。アメリカでは、バンドにとって初のBillboard 200入りを果たして188位に達し、ビルボードのヒートシーカーズ・チャートでは11位に達した。
本作からは「ミスター・ライター」（全英5位）、「ハヴ・ア・ナイス・デイ」（全英5位）、「ステップ・オン・マイ・オールド・サイズ・ナインズ」（全英16位）、「ヴェガス・トゥー・タイムズ」（全英23位）がシングル・ヒットした。また、「ステップ・オン・マイ・オールド・サイズ・ナインズ」と「ヴェガス・トゥー・タイムズ」の間に「ハンドバッグス・アンド・グラッドラグス」（クリス・ファーロウやロッド・スチュワートの歌唱で知られる曲のカヴァー）が全英4位を記録しており、この曲はステレオフォニックスとローリー・レイサムの共同プロデュースで、後に本作のイギリス盤再発CDに追加収録された。
2008年、ステレオフォニックスの大ファンとして知られるサッカー選手ウェイン・ルーニーは、自分の右腕に本作のタイトルのタトゥーを入れた。

## 収録曲
特記なき楽曲はケリー・ジョーンズ作。
1. ヴェガス・トゥー・タイムズ "Vegas Two Times" – 4:28
2. ライイング・イン・ザ・サン "Lying in the Sun" – 4:31
3. ミスター・ライター "Mr. Writer" (Kelly Jones, Marshall Bird) – 5:19
4. ステップ・オン・マイ・オールド・サイズ・ナインズ "Step on My Old Size Nines" – 4:00
5. ハヴ・ア・ナイス・デイ "Have a Nice Day" – 3:25
6. ナイス・トゥ・ビー・アウト "Nice to Be Out" – 3:08
7. ワッチ・ゼム・フライ・サンデイズ "Watch Them Fly Sundays" – 3:29
8. エヴリデイ・アイ・シンク・オヴ・マニー "Everyday I Think of Money" – 3:24
9. メイビー "Maybe" – 4:34
10. キャラヴァン・ホリデー "Caravan Holiday" – 3:12
11. ルーフトップ "Rooftop" – 6:15

### 日本盤ボーナス・トラック
1. マリティン・ベル・ヴ・イン・キオ "Maritim Belle Vue in Kiel" – 5:38

### イギリス盤再発CD
1. "Vegas Two Times"
2. "Lying in the Sun"
3. "Mr. Writer" (Kelly Jones, Marshall Bird)
4. "Step on My Old Size Nines"
5. "Have a Nice Day"
6. "Nice to Be Out"
7. "Handbags and Gladrags" (Mike d'Abo)
8. "Watch Them Fly Sundays"
9. "Everyday I Think of Money"
10. "Maybe"
11. "Caravan Holiday"
12. "Rooftop"

## 他メディアでの使用例
「ハヴ・ア・ナイス・デイ」は、アメリカ映画『ドーン・オブ・ザ・デッド』（2004年公開）のサウンドトラックで使用され、日本では2008年にホンダ・エアウェイブのCMソングとして使用された。

## 参加ミュージシャン
- ケリー・ジョーンズ - ボーカル、ギター
- リチャード・ジョーンズ - ベース、ハーモニカ
- スチュアート・ケーブル - ドラムス

アディショナル・ミュージシャン
- マーシャル・バード - ピアノ、エレクトリックピアノ、ハーモニカ、バッキング・ボーカル
- グレン・ハイド - ハーモニカ(on "Rooftop")
- ヘイゼル・フェルナンデス - バッキング・ボーカル(on "Vegas Two Times")
- アイリーン・マクラフリン - バッキング・ボーカル(on "Vegas Two Times")
- アンナ・ロス - バッキング・ボーカル(on "Vegas Two Times")